# Jamaa Chnaik
Jamaa Chnaik (née le 28 juillet 1984) est une athlète marocaine, spécialiste du saut en longueur et du triple saut.

## Palmarès
| Date | Compétition                     | Lieu         | Résultat | Épreuve     | Marque  |
| ---- | ------------------------------- | ------------ | -------- | ----------- | ------- |
| 2009 | Jeux de la Francophonie         | Beyrouth     | 2e       | Triple saut | 13,35 m |
| 2010 | Championnats d'Afrique          | Nairobi      | 3e       | Longueur    | 6,30 m  |
| 2011 | Jeux panarabes                  | Doha         | 3e       | 100 m       | 12 s 08 |
| 2011 | Jeux panarabes                  | Doha         | 3e       | Longueur    | 5,86 m  |
| 2011 | Jeux panarabes                  | Doha         | 3e       | Triple saut | 12,76 m |
| 2011 | Jeux panarabes                  | Doha         | 1re      | 4 x 100 m   | 46 s 16 |
| 2011 | Championnats panarabes          | Al Ain       | 2e       | Longueur    | 5,91 m  |
| 2011 | Championnats panarabes          | Al Ain       | 3e       | Triple saut | 12,66 m |
| 2012 | Championnats d'Afrique          | Porto-Novo   | 3e       | Triple saut | 13,75 m |
| 2013 | Championnats panarabes          | Doha         | 2e       | Triple saut | 13,63 m |
| 2013 | Championnats panarabes          | Doha         | 1re      | 4 x 100 m   | 46 s 59 |
| 2013 | Jeux de la solidarité islamique | Palembang    | 1re      | Longueur    | 5,95 m  |
| 2013 | Jeux de la solidarité islamique | Palembang    | 2e       | Triple saut | 12,99 m |
| 2013 | Jeux de la solidarité islamique | Palembang    | 2e       | 4 x 100 m   | 47 s 18 |
| 2015 | Championnats panarabes          | Madinat 'Isa | 2e       | Longueur    | 6,05 m  |
| 2015 | Championnats panarabes          | Madinat 'Isa | 1re      | Triple saut | 13,51 m |
| 2019 | Championnats panarabes          | Le Caire     | 3e       | Longueur    | 5,86 m  |
| 2019 | Championnats panarabes          | Le Caire     | 1re      | Triple saut | 13,05 m |
| 2019 | Jeux africains                  | Rabat        | 2e       | Triple saut | 13,69 m |

## Records
| Épreuve          | Performance | Lieu       | Date         |
| ---------------- | ----------- | ---------- | ------------ |
| Saut en longueur | 6,53 m      | Meknès     | 1er mai 2010 |
| Triple saut      | 13,76 m     | Casablanca | 12 juin 2010 |